# Возвращение домовёнка
«Возвраще́ние домовёнка» — четвёртый и последний снятый в СССР мультфильм по очерёдности появления из цикла о домовёнке Кузе. В нём рассказывается о том, каким образом домовёнок смог убежать от Бабы-Яги и как она обрела другого домового, более покладистого. В оригинальном сценарии были использованы персонажи сказки Татьяны Александровой «Кузька в новой квартире», выпущенной издательством «Детская литература» в 1977 году.

## Сюжет
Спустя некоторое время Яга решила забрать своего любимого Кузю обратно — в избушку на курьих ножках, выкрав домовёнка и унеся его в дремучий лес. Маленький домовёнок хочет уйти от Бабы-Яги, но та его не отпускает. Она собирается совершить над главным героем обряд перепекания, закутав в тесте с отворотным зельем, чтобы Кузя забыл свой родной дом.
Тогда на помощь домовёнку прилетает Ворона, которая помогает ему сбежать. Через некоторое время Кузя возвращается к своей хозяйке Наташе и к своему другу Нафане, а Баба-Яга находит нового, более покладистого домового Кикима, жившего на старой водяной мельнице.

## Создатели
| автор сценария             | Марина Вишневецкая |
| режиссёр                   | Аида Зябликова |
| художник-постановщик       | Геннадий Смолянов |
| оператор                   | Константин Инешин |
| композитор                 | Михаил Меерович |
| звукооператор              | Виталий Азаровский |
| художники-мультипликаторы: | - Владимир Кадухин - Фазиль Гасанов                                                                                            |
| куклы изготовили:          | В. Петров, Е. Дымова, А. Гнединский, Е. Покровская, Г. Богачев, Н. Лярская, Б. Караваев, М. Богатская, А. Дегтярёв, В. Слетков |
| монтажёр                   | - Л. Коптева |
| редактор                   | Алиса Феодориди |
| директор                   | Е. Бобровская |

## Роли озвучивали
- Георгий Вицин — домовёнок Кузя[3]
- Татьяна Пельтцер — Баба-Яга[3]
- Светлана Травкина — Наташа[3]
- Георгий Горбачёв
- Григорий Большаков — Ворона / Кот[4]
- Андрей Крюков